# Jean-Joseph de Fogasses d'Entrechaux de La Bastie
Jean-Joseph de Fogasses d'Entrechaux de La Bastie (Avignon le 23 janvier 1704 - Saint-Malo le 29 janvier 1767) est un ecclésiastique qui fut évêque de Saint-Malo de 1739 à 1767.

## Origine
Né en Provence, dans la famille noble de Fogasses, Jean-Joseph de Fogasses d'Entrechaux de La Bastie est le fils de Pierre de Fogasses marquis de La Bastie et d'Anne Thérèse de Brancas. Sa mère est la sœur de Louis de Brancas maréchal de France, Jean-Baptiste de Brancas archevêque d'Aix de l’évêque de Lisieux; Henri-Ignace de Brancas et du doyen de Lisieux.

## Carrière
Il commence ses études au séminaire Saint-Sulpice, spécialiste du droit canon, docteur en théologie de la Sorbonne en 1737 il devient chanoine archidiacre du Pincerais dans l'église de Chartres et vicaire général du diocèse de Chartres où il est nommé le mai 1730, abbé commendataire de Abbaye Notre-Dame de Josaphat. Il est nommé évêque de Saint-Malo par le roi Louis XV le 11 novembre 1739. Il est consacré le 27 novembre 1740 par l'évêque de Chartres: M. Desmoutiers de Mérinville dans l'église des Missions étrangères de Paris, assisté de M. Montmorin de Saint-Herem, évêque de Langres, et de M. de Lort-Serignan de Valras, évêque de Mâcon, et il n'entre dans son diocèse qu'en 1741. Selon l'abbé Manet « lumière de l'église Gallicane il s'appliqua à réparer les maux que le schisme janséniste avait fait dans son diocèse »  et que son prédécesseur n'avait, il est vrai, combattu tardivement qu'après sa repentance. Il meurt à Saint-Malo « en réputation de sainteté » le 29 janvier 1767, il est inhumé dans la cathédrale de Saint-Malo.

## Famille
Il est le frère aîné de Louis Henri de Fogasse de la Bastie (vers 1714- 4 juin 1754), également ecclésiastique.

## Armes
De gueules au chef d'argent chargé de trois roses du champ